# 유라이어 힙
유라이어 힙(영어: Uriah Heep)은 1969년 런던에서 결성된 영국의 록 밴드이다. 현재 라인업에는 리드 및 리듬 기타리스트 믹 복스, 키보디스트 필 랜존, 리드 보컬리스트 버니 쇼, 드러머 러셀 길브룩, 베이시스트 데이브 림머 등이 있다. 그들은 52년 연주자 생활 동안 수많은 라인업 변화를 경험했고, 복스는 유일하게 남은 오리지널 멤버로 남게 되었다. 유명한 전 멤버로는 보컬리스트 데이비드 바이런, 존 로튼, 존 슬론, 피터 골비, 스테프 폰테인, 베이시스트 게리 타이인, 트레버 볼더, 존 웨튼, 밥 데이즐리, 폴 뉴턴, 존 조윗, 드러머 나이절 올슨, 리 커스레이크, 크리스 슬레이드 그리고 키보디스트 켄 헨슬리, 존 싱클레어 등이 있다.
유라이어 힙은 24장의 스튜디오 음반(오리지널 소재), 20장의 라이브 음반, 41장의 컴필레이션 음반을 발매했다. 이 밴드의 스튜디오 음반 중 12장이 영국 음반 차트(1975년 《Return to Fantasy》가 7위에 올랐고), 빌보드 200 유라이어 힙 음반 중 《Demons and Wizards》가 가장 성공적이었다(1972년 23위). 1970년대 후반, 밴드는 독일에서 큰 성공을 거두었고, 그 곳에서 〈Lady in Black〉 싱글은 크게 히트했다.

## 음반 목록
정규 음반
- ...Very 'Eavy ...Very 'Umble (1970)
- Salisbury  (1971)
- Look at Yourself (1971)
- Demons and Wizards (1972)
- The Magician's Birthday (1972)
- Sweet Freedom (1973)
- Wonderworld  (1974)
- Return to Fantasy (1975)
- High and Mighty (1976)
- Firefly (1977)
- Innocent Victim (1977)
- Fallen Angel (1978)
- Conquest (1980)
- Abominog (1982)
- Head First (1983)
- Equator (1985)
- Raging Silence (1989)
- Different World  (1991)
- Sea of Light (1995)
- Sonic Origami (1998)
- Wake the Sleeper (2008)
- Celebration (2009)
- Into the Wild (2011)
- Outsider (2014)
- Totally Driven (2015)
- Chaos & Colour (2023)